# Steve Fraser
Steven Howard „Steve” Fraser (ur. 23 marca 1958 w Hazel Park w stanie Michigan) – amerykański zapaśnik w stylu klasycznym. Mistrz olimpijski z Los Angeles 1984, a zarazem pierwszy amerykański złoty medalista olimpijski w tej odmianie zapasów. Złoty medalista Igrzysk Panamerykańskich. Po zakończeniu kariery został trenerem zapasów na Uniwersytecie Michigan a od 1993 roku trenował Michigan Wrestling Club. Od 1995 trener reprezentacji USA. Poprowadził Rulona Gardnera do spektakularnego zwycięstwa nad niepokonanym przez 13 lat Rosjaninem Aleksandrem Karielinem w finale zapasów na Igrzyskach w Sydney.